# All I Need
«All I Need» es el tercer sencillo europeo, el cuarto y último del álbum The Heart Of Everything de la banda de metal gótico Within Temptation. Es lanzado el 12 de noviembre de 2007 a nivel internacional. En Alemania se comercializó el 9 de noviembre, 3 días antes,[cita requerida] por lo que en algunas tiendas ya se encontraba disponible el día 6 o incluso antes, lo que hizo que las canciones se filtraron en internet en sitios como YouTube.[cita requerida]

## Vídeo y letra
El vídeo fue visto oficialmente el 19 de octubre de 2007 en los sitios oficiales de la banda en MySpace y YouTube. La trama del video está basada en la película thriller The Cell.[cita requerida] El video se centra en los sucesos que le ocurren a Sharon den Adel, y el grupo respectivamente, aunque con menos importancia, en un mundo onírico con personajes y objetos sin séntido ni coherencia. Todo esto resulta ser un sueño de ella que está siendo monitorizado, el personaje principal intenta expresar así lo que no puede en la vida real porque está hospitalizada en una clínica en coma y/o muriéndose tal como la primera frase del tema indica «I’m dying to catch my breath», de esta forma el video simboliza la lírica de la canción:

La canción es acerca de que intentas aferrarte a las cosas que son importantes, que intentas encontrar algo en que puedas creer y por lo que vale la pena vivir, ya sea tu familia o el amor de tu vida (risas) o las cosas que hacen importante tu vida [...] Creo que es algo con lo que mucha gente se puede identificar.
Sharon den Adel

## Lista de canciones
| Sencillo estándar |                               |          |  |
| N.º               | Título                        | Duración |  |
| 1.                | «All I Need» (single version) | 4:02     |  |
| 2.                | «All I Need» (album version)  | 4:51     |  |

| Maxi Single |                                  |          |  |
| N.º         | Título                           | Duración |  |
| 1.          | «All I Need» (single version)    | 4:10     |  |
| 2.          | «All I Need» (album version)     | 4:57     |  |
| 3.          | «The Last Time» (demo version)   | 4:37     |  |
| 4.          | «Frozen» (demo version)          | 4:26     |  |
| 5.          | «Our Solemn Hour» (demo version) | 4:21     |  |

| Sencillo por descarga digital iTunes |                                 |          |  |
| N.º                                  | Título                          | Duración |  |
| 1.                                   | «All I Need» (single version)   | 4:02     |  |
| 2.                                   | «All I Need» (album version)    | 4:51     |  |
| 3.                                   | «Hand Of Sorrow» (demo version) | 4:55     |  |
| 4.                                   | «Ice Queen» (acoustic live)     | 4:18     |  |

## Versión de Radiohead
"All I Need" (Todo lo que necesito en Español) es una canción de la banda de rock inglesa Radiohead, producida por Nigel Godrich. Fue lanzado como sencillo promocional el 5 de enero de 2009, de su séptimo álbum de estudio, In Rainbows (2007). "All I Need" es una canción tranquila con letras sobre la obsesión y el amor no correspondido.
En apoyo de la campaña contra la trata de personas MTV EXIT, Radiohead lanzó un vídeo musical de "All I Need", dirigido por Steve Rogers, que se estrenó el 1 de mayo de 2008. El vídeo, que contrasta las vidas de dos chicos de diferentes orígenes económicos, recibió elogios y ganó numerosos premios.